# Crucificação (Bellini)
Crucificação é uma pintura do pintor renascentista italiano Giovanni Bellini, criada por volta de 1455-1460. Está alojada no Museu Correr, em Veneza.
O trabalho foi originalmente na igreja de San Salvador de Veneza, e faz parte da fase influenciada por Andrea Mantegna do início da carreira de Bellini.